# Кантонски език
Кантонският (粵語/粤语, лит. „Юе (Гуандун)“) е сред основните езици от китайската езикова група.
Говори се главно в югоизточната част на Континентален Китай, Хонконг, Макао, както и от китайски малцинства в Югоизточна Азия и от много китайски емигранти от кантонски произход по целия свят. Името му е произлязло от Кантон, стара френска латинизация на Гуанджоу, столицата на провинцията Гуандун. Кантонският е тонален език.
В различните области се говорят различни кантонски диалекти. Най-престижен е диалектът Гуанджоу, който най-често се нарича просто „кантонски“. Той е лингва франка не само на провинцията Гуандун, но и на кантонската диаспора по света и се говори от около 70 милиона души, като в чужбина с него може да се мери само Мин нан, говорен от около 40 милиона души, голяма част от които се намират в Югоизточна Азия. Диалектът Гуанджоу се говори също в Хонконг, финансовата и културна столица на Южен Китай.
Като него диалектът Тайшан, един от „сей йап“ или „сийи“ (四邑) диалектите, които идват от гуандунски окръзи, където повечето кантонски имигранти се заселват по времената, когато Канада и САЩ не са допускали китайски имигранти, продължава да се говори от нови имигранти от Южен Китай и дори от трето поколение китайски американци от кантонски произход.
Както и други основни разновидности на китайския, кантонският често се смята за диалект на един-единствен китайски език по културни и националистични причини. Повечето лингвисти обаче го разглеждат като отделен език, със значителни изключения от Китайската народна република.